# Grand météore de 1783
Le Grand Météore de 1783 était un bolide inhabituellement lumineux observé le 18 août 1783 depuis les Îles Britanniques, à une époque où ce genre de phénomène n’était pas encore bien compris. Ce météore fut le sujet de bien des discussions dans la revue Philosophical Transactions of the Royal Society et fit l’objet d’une étude détaillée menée par Charles Blagden.

## Observations
L’évènement a eu lieu le 18 août 1783, entre 21 h 15 et 21 h 30, par une nuit dégagée de tout nuage. Les analyses des observations ont indiqué que le météore est entré dans l’atmosphère terrestre au-dessus de la Mer du Nord, avant de survoler la côte est de l’Écosse et de l’Angleterre ainsi que la Manche. Il s’est finalement brisé après avoir voyagé dans l’atmosphère sur environ 1 610 km, jusqu’au sud-est de la France ou au nord de l’Italie.
Cet évènement fut observé par beaucoup de témoins. Le plus connu d’entre eux est sans doute Tiberius Cavallo, un philosophe naturel italien qui se trouvait alors parmi un groupe de personnes installé à la terrasse du Château de Windsor. Cavallo publia son compte-rendu du phénomène dans le volume 74 de Philosophical Transactions :
Nous observâmes d’abord des éclairs de lumière chatoyante, s’apparentant à une aurore polaire, au nord des cieux, qui parurent bientôt provenir d’un corps lumineux sphérique dont le diamètre semblait égaler la moitié de celui de la lune. Celui-ci semblait être stationnaire dans la même zone des cieux. [...] Cette lumière sembla d’abord d’un bleu pâle, peut-être venait-elle juste d’être allumée ou venait-elle juste de transpercer la brume. Mais sa lumière s’accrut graduellement et bientôt elle commença à se mouvoir, s’élevant d’abord au-dessus de l’horizon et filant vers l’est en suivant une direction oblique. Son élévation fut très courte, peut-être de cinq ou six degrés, après quoi l’objet dirigea sa course vers l’est. [...] Sa lumière était prodigieuse. Chaque objet parut plus distinct. La face entière de ce pays, dans cette belle perspective, depuis cette terrasse, en fut instantanément illuminée.
Cavallo nota que le météore, visible pendant environ trente secondes, sembla se diviser en plusieurs corps plus petits suivant immédiatement la masse principale. Il nota également qu’un grondement « semblable à un orage lointain » se fit entendre une dizaine de minutes après l’apparition du météore, ce qu’il considéra comme « le bruit de l’explosion du météore ». D’autres témoignages, comme ceux d’Alexander Aubert et Richard Lovell Edgeworth, ont rapporté des teintes rouges et bleues dans la boule de feu.
Certains témoignages sont plus fantaisistes. Le London Magazine fait état d’une lettre écrite par un lieutenant d’un navire de guerre britannique alors positionné au nord de l’Irlande, « qui mentionne qu’il a vu le même météore se déplacer le long du quartier nord-est […] mais il ajoute quelque chose d’assez singulier, c’est-à-dire que peu de temps après, il le vit faire demi-tour, dans le sens opposé par lequel il était venu ». L’auteur ajoute que « j’ai tenu entre mes mains plusieurs autres observations de ce météore, mais elles étaient si incohérentes avec ce qui avait déjà été indiqué que je me suis abstenu de les mentionner ».
Gilbert White écrivit en 1787 se rappeler l’ « exceptionnel et prodigieux » été 1783 comme « rempli d’horribles phénomènes, […] de météores alarmants et de phénoménaux orages qui ont effrayé et angoissé toutes les régions de ce royaume ».

## Représentations visuelles

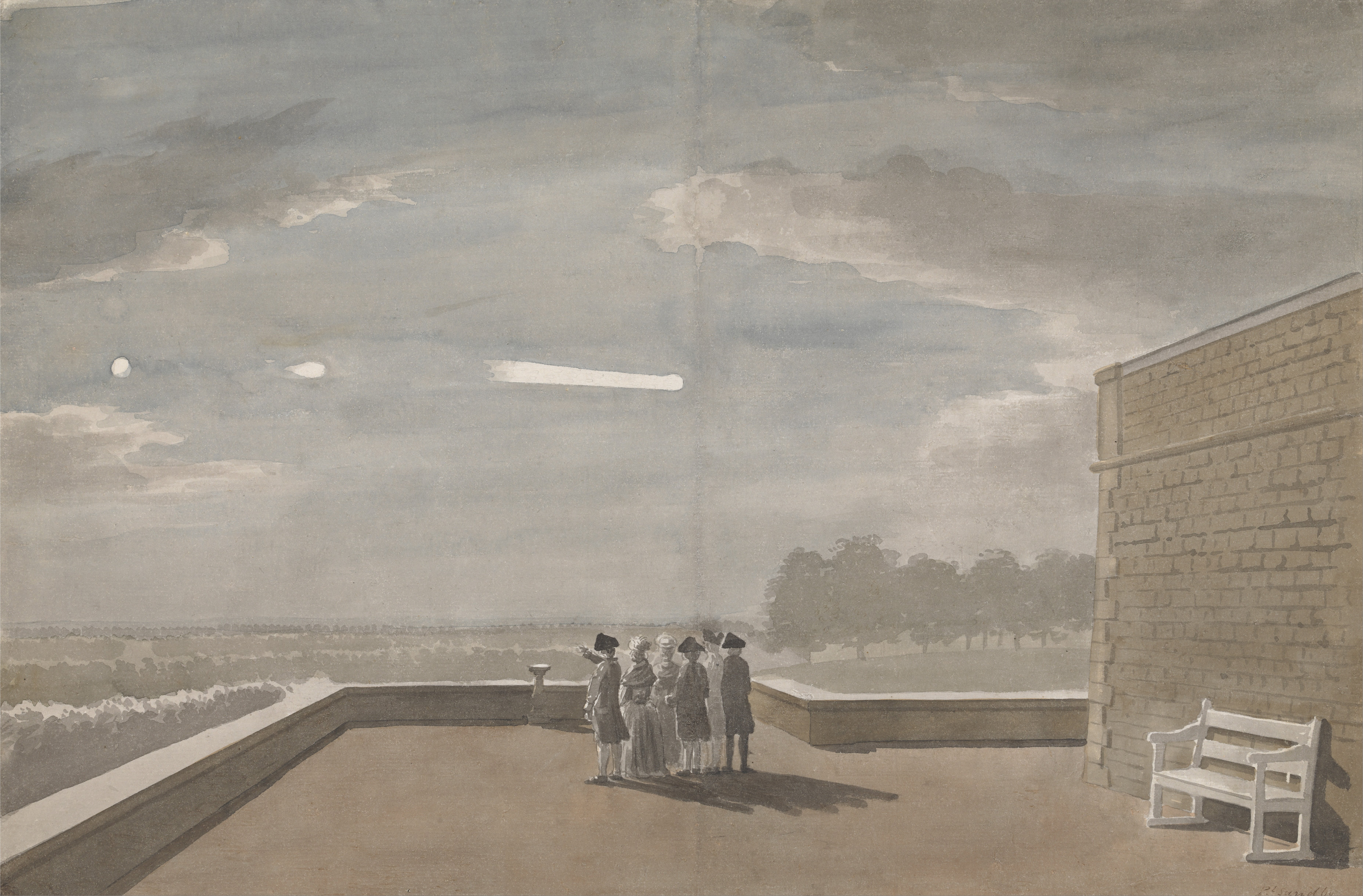
Le Grand Météore de 1783, vu de l’angle est de la terrasse nord, Château de Windsor, aquarelle originale de Paul Sandby

L’un des cinq compagnons de Cavallo qui se trouvaient sur la terrasse était l’artiste Thomas Sandby, qui, en collaboration avec son frère Paul, produisit une gravure, désormais célèbre, de l’évènement. Un encrage de cette gravure se trouve dans la collection du Hunterian Museum and Art Gallery à l’Université de Glasgow. Un second encrage fut réalisé par un maître d’école, Henry Robinson, qui observa le météore depuis le village de Winthorpe, dans le Nottinghamshire. Des encrages plus récents, réalisés à partir des dessins des auteurs et présentés comme des dépliants, furent inclus dans des articles de Cavallo et Nathaniel Pigott dans les Philosophical Transactions.
Une peinture, que l’on interprète habituellement comme la représentation de l’apparition de la comète de Halley de 1759, attribuée au "Canaletto anglais", Samuel Scott, a été récemment interprétée comme illustrant un énorme météore en feu, malgré sa non-ressemblance avec un météore. Des travaux ultérieurs de Jay Pasachoff et Roberta Olson ont suggéré que la peinture en question ne serait en fait pas de Scott et illustrerait le troisième stade de la comète de 1783, depuis un point de vue situé au-dessus de la Tamise.

## Lien éventuel avec d’autres chutes de météorites
Il a été avancé que la pallasite d’Hambleton, une espèce rare de météorite trouvée en 2005 à Hambleton, dans le Yorkshire du Nord, pourrait être liée au Grand Météore de 1783, selon des observations radar et l’érosion de la surface de la pallasite. En 2008, pour appuyer ces propos, l’âge terrestre de la météorite de Hambleton a été estimé à 225 ans.